# 守谷周徒
守谷 周徒（もりや しゅうと、1994年11月18日 - ）は、日本の俳優。千葉県出身。早稲田大学法学部卒業。

## 出演

### テレビドラマ
- 秀吉、スタートアップ企業で働く（2023年9月9日、テレビ東京） - 一ノ瀬健次郎 役[1]

### 映画
- BLUE/ブルー（2021年4月9日） - 沢野隆 役